# Scarlett (кіберспортсменка)
Саша Хостін (англ. Sasha Hostyn, нар. 14 грудня 1993, Кінгстон, Онтаріо, Канада), більш відома під своїм нікнеймом Scarlett — канадська кіберспортсменка і стрімерка, професійний гравець у StarCraft II, що грає за расу зергів і виступає за команду Shopify Rebellion з 2021 року. Чемпіонка світу 2018 року за версією Intel Extreme Masters. У 2016 році потрапила до Книги рекордів Гіннесса як найуспішніша кіберспортсменка. Станом на 2022 рік за свою кар'єру заробила близько 434 000 доларів призових.

## Життєпис
Саша Хостін народився 1993 року як хлопчик і виріс в Кінгстоні, Онтаріо, в сім'ї Роба Херропа, професора геології, і Джойс Хостін, яка працювала на радіо, в політиці та розробці програмного забезпечення. Саша був другою дитиною у сім'ї після брата, Шона Херропа. З дитинства Саша мав аналітичний склад розуму, грав з родиною в Magic: The Gathering та «Каркассон», де був передбачуваним переможцем. У 11-річному віці захопився сянці, китайськими шахами. Коли вийшов StarCraft, Роб створив локальну мережу з трьох комп'ютерів, щоб грати разом із дітьми; Саша почав грати в StarCraft з п'ятирічного віку. У дитинстві він часто грав з друзями у StarCraft: BroodWar та WarCraft III на аматорському рівні. Шон першим у сім'ї зацікавився корейською кіберспортивною сценою StarCraft, він же першим став грати в StarCraft II серйозно. Саша приєднався до гри через шість місяців, а через два тижні почав перемагати брата. З 2011 року сказав що він дівчинка і почав брати участь та перемагати на жіночих онлайн-змаганнях. Він з легкістю здобув кілька перемог на жіночих змаганнях Iron Lady, організованих Electronic Sports League. Дебютним офлайн-турніром став IGN ProLeague Season 4, що проводиться у квітні 2012 року.
16 травня 2012 року Scarlett, яка вже проявила себе на турнірах, вступила до команди Eclypsia. За її словами, вона обрала цю команду, оскільки вона надавала велику кількість можливостей, у тому числі шанс виступити в Кореї. 21 червня 2012 року за порадою Артура «Nerchio» Блоха перейшла до команди Team Acer, де спостерігався дефіцит гравців за зергів. У червні 2013 року вона переїхала до Сеула, щоб потренуватися в грі в корейському регіоні, проте у вересні повернулася. Надалі вона неодноразово поверталася до Кореї. За її словами, Сеул є єдиним містом, в якому їй не нудно жити.
Після того, як у мережі з'явилася теорія про те, що Хостін здійснила трансгендерний перехід, вона стала об'єктом численних жартів і глузувань, на які відреагувала заявою: «Це правда, я трансгендерна жінка, і я очікувала на подібну реакцію. Я ніколи не намагалася привернути до себе увагу чимось, крім своєї гри, тому мені не здається, що це має бути проблемою».

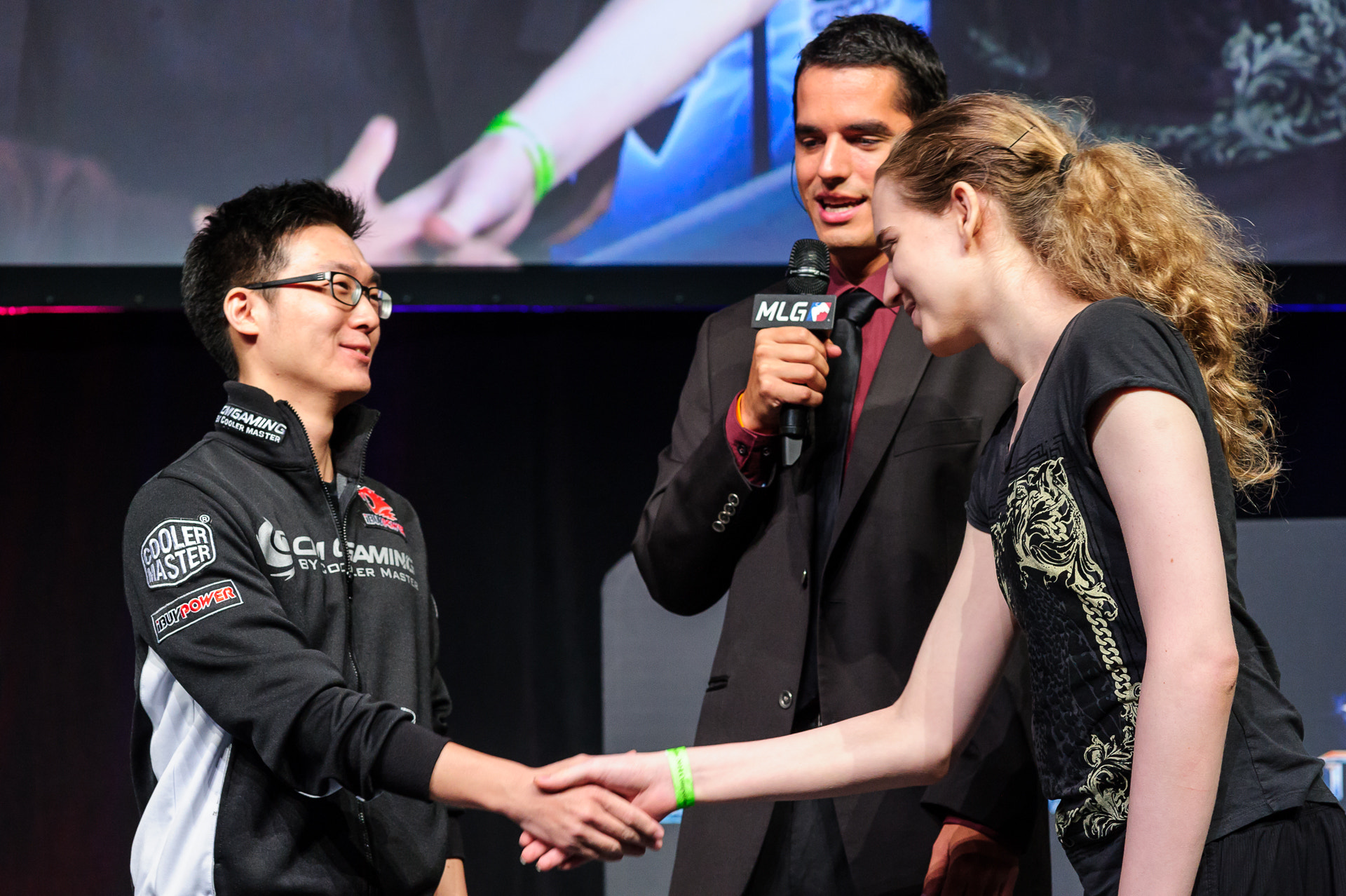
Саша Хостін та Чхве «Polt» Сун Хун на MLG Anaheim у 2014 році, на якому Саша посіла 4-те місце

У 2014 році Саша страждала від болів у правому зап'ясті, через які вона не могла тренуватися довше трьох-чотирьох годин на день. Половину її навчання грі складав перегляд ігор інших гравців. Лікарі рекомендували їй зробити піврічну перерву. До 2015 року конкуренція з боку корейських гравців та розчарування у грі змусили багатьох кіберспортсменів залишити StarCraft II; серед тих, що пішли, була і Scarlett: «Ти просто повторюєш один і той же білд у кожній грі». Взявши перерву на рік, вона вирішила спробувати свої сили в Dota 2, проте невдовзі повернулася до StarCraft II.
17 червня 2016 року Scarlett, що залишилася без команди після закриття Team Acer, вступила до команди Dead Pixels. На той час вона протягом кількох місяців жила і виступала в Південній Кореї, проте їй не вдавалося пройти відбіркові етапи GSL та SSL. За словами Scarlett, її основним завданням залишалася участь у прем'єрних корейських змаганнях «незалежно від того, наскільки складним це буде», і Dead Pixels обіцяла підтримати її прагнення. 17 серпня того ж року вона, а також її товариш в команді Team Acer, український кіберспортсмен Олександр «Bly» Свисюк, підписали контракт із Team expert — кіберспортивною організацією, створеною колишніми працівниками та CEO Team Acer.
У лютому 2018 року Scarlett виграла Intel Extreme Masters у Пхьончхані, присвячений Зимовим Олімпійським іграм 2018 року. Здобувши у фіналі перемогу над Кімом «sOs» Ю Джином, вона стала першою жінкою, яка перемогла на прем'єрному офлайн-турнірі зі StarCraft II, і другим (після Алекса «Neeb» Сандерхафта) в історії некорейцем, який здобув перемогу на корейському чемпіонаті з цій грі. Здобути перемогу їй допоміг Олександр «Bly» Свисюк, який готував її до кожного матчу. У тому ж році вона брала участь у Global StarCraft II League, найпрестижнішому корейському чемпіонаті, де стала першою жінкою, яка пройшла кваліфікацію, і першим некорейцем з 2011 року, що дійшли до півфіналів.
26 червня 2018 року Team expert оголосила про свій розпуск, внаслідок чого Scarlett знову залишилася без команди. З червня по листопад 2018 року вона перебувала в команді Tollenz Lions. 10 листопада 2018 року перейшла в команду NewBee.
На 2019 WCS Winter Americas Саша дійшла до фіналу, в якому програла Алексу Neeb Сандерхафту з рахунком 2:4. У тому ж році вона посіла друге місце на китайському чемпіонаті Gold Professional Championship 2019 Season 1, програвши у фіналі Лі «INnoVation» Сін Хену з рахунком 2:3.
В 2020 Newbee відмовилася від складу по StarCraft II (за чутками — через проблеми з фінансуванням), тому Scarlett перейшла до команди Brave Star Gaming. У 2021 році канадська компанія Shopify вирішила організувати кіберспортивну команду по StarCraft II, названу Shopify Rebellion, і Саша увійшла до її першого складу поряд з Пен «ByuN» Хен У та Юліаном «Lambo» Брессігом.

## Стиль гри
Scarlett відома активним використанням муталісків та ефективним поширенням слизу. Коментатор Шон «Day9» Плотт зазначає, що у грі Scarlett «вкрай терпляча». Український кіберспортсмен Олександр Bly Свисюк описує гру Scarlett так: «Вона дуже талановита людина… Вона не боїться експериментувати і дуже багато тренується».
Scarlett визнається, що завдяки її регулярним тренуванням у Кореї стиль її гри наблизився до корейського стилю гри за зергів. Зокрема, це покращило її ранню гру, оскільки у Кореї гравці часто фокусуються на ранній агресії. Також сильний вплив на її стиль гри здійснив Джейк «NoRegreT» Амплбі, відомий своїм агресивним стилем гри, з яким вона винаймала житло в Кореї і який допомагав їй підготуватися до виступів на турнірах.
За словами Хостін, вона обрала расу зергів, коли спостерігала за грою свого брата, який грає за теранів. У зергах її зацікавив стиль гри, що передбачає реагування на дії суперника.

## Визнання
Саша Хостін має величезну кількість фанатів по всьому світу. Шанувальники називають її «корейським криптонітом» (англ. Korean Kryptonite) та «Королевою Клинків» (англ. The Queen of Blades). Третій матч Scarlett проти Чхве «Bomber» Джі Сона, зіграний на Red Bull Battle Grounds New York City протягом сорок хвилин, часто називають найкращою грою в історії StarCraft II.
На церемонії GosuAwards 2013 Scarlett потрапила на друге місце у категорії «Найкращий некорейський гравець» (англ. Best non-Korean Player), перше місце зайняв Юхан «NaNiwa» Люк'єсі; причому у голосуванні серед користувачів Scarlett опинилася на першому місці. У червні 2014 року портал новин Business Insider поставив Scarlett на друге місце в списку найбільш фінансово успішних кіберспортсменок: на той момент Хостін заробила понад 80 тисяч доларів США; на першому місці виявилася Кетрін «Mystik» Ганн. Polygon включив Scarlett до списку 50 вражаючих геймерів 2014 року (англ. Polygon's 50 admirable gaming people of 2014).
5 жовтня 2016 року увійшла до Книги рекордів Гіннеса як найбільш фінансово успішна кіберспортсменка (англ. Highest career earnings for a competitive videogame player (female)), її кар'єрний заробіток на той момент становив 144 414 доларів США. До 2018 року кар'єрний заробіток Scarlett зріс до майже 300 000 доларів призових, а в 2020 році становив понад 350 тисяч.

## Досягнення
- 2012 Battle.net North American Championship (1-ше місце)[32]
- 2013 WCS Season 2 America: Premier League (3-4 місце)[33]
- Red Bull Battle Grounds New York City (3-є місце)[26]
- ASUS ROG NorthCon 2013 (2-е місце)[32]
- 2014 MLG Anaheim (4 місце)[33]
- IEM Season XII — PyeongChang (1-ше місце)[15]
- 2019 WCS Winter Americas (2-е місце)[19]
- GPC 2019 Season 1[20]
- DH SC2 Masters 2020 Summer: North America (4 місце)
- DH SC2 Masters 2020 Fall: North America (1-ше місце)
- DH SC2 Masters 2020 Winter: North America (3-є місце)
- DH SC2 Masters 2021 Summer: North America (2-е місце)
- DH SC2 Masters 2021 Fall: North America (2-е місце)
- DH SC2 Masters 2021 Winter: North America (1-ше місце)
- DH SC2 Masters 2021 Winter: Season Finals (3-4 місце)
- DH SC2 Masters 2022 Valencia: North America (3-є місце)